# Хаазе, Пауль
Пауль Хаазе (нем. Paul Haase; 2 апреля 1873—15 октября 1925, Берлин) — немецкий художник, плакатист, иллюстратор, карикатурист.
Автор многих театральных и выставочных афиш и плакатов.
Иллюстрировал произведения Оскара Паницца, Ганса Гейнца Эверса, Эриха Мюзама и других.
Популярный карикатурист. Основной темой его карикатур и рисунков были сюжеты спортивной жизни, гонки, состязания. Свои работы помещал во многих берлинских газетах и журналах.
Под псевдонимом «Дядя Франц» написал несколько детских книг в стихах.

## Галерея
|  |  |  |  |

## Источник
- Erich Mühsam. Gesammelte Werke. Jazzybee Verlag, 2012